# مزرعه حاجی باقری
مزرعه حاجی باقری یک روستا در ایران است که در استان اصفهان واقع شده‌است.